# 納爾瓦站
納爾瓦站（羅馬化：Narvskaya）是聖彼得堡地鐵基洛夫-維堡線的一個車站。納爾瓦站開通於1955年11月15日，是聖彼得堡地鐵最早開通的車站之一。站名取自於納爾瓦凱旋門。車站舊名史達林站。納爾瓦站的裝飾是新古典主義風格。

## 外部連結
维基共享资源上的相關多媒體資源：Narvskaya
. metro.vpeterburge.ru.   [2009-09-09]. （原始内容存档于2009年8月30日） （俄语）.